# Peñacerca
Peñacerca es el sistema de buses que abastece la comuna de Peñalolén, en conjunto con el Transantiago. Son de color rojo con una franja amarilla.

## Historia
El año 2004, se creó un sistema de buses que abasteciera a la comuna de Peñalolén, estos llegarían a puntos de combinaciones con los buses de la ciudad.
En febrero de 2007, con la creación del Transantiago, Peñalolén se vio escasa de buses, por lo que se pusieron en marcha nuevas líneas de Peñacerca y más buses.
En abril de 2009 se ponen en marcha otros 3 servicios.

## Recorridos
Los Recorridos que posee son:
| Servicio | Nombre             | Principales hitos |  |
| -------- | ------------------ | --- |  |
| PC01     | Diag. Las Torres   | Ida: Av. Diag. Las Torres - Los Baquedanos - Av. Las Parcelas - Av. Oriental - Molineros - Alejandro Sepúlveda - Av. Tobalaba |  |
| PC01     | Av. Tobalaba       | Regreso: Av. Tobalaba - Alejandro Sepúlveda - Molineros - Av. Oriental - Av. Las Parcelas - Los Baquedanos - Av. Diag. Las Torres                                                                                                |  |
| PC02     | Diag. Las Torres   | Ida: Av. Diag. Las Torres - Av. José Arrieta - Consistorial - Av. Quilin - Av. Tobalaba - Av. Departamental |  |
| PC02     | Macul              | Regreso: Av. Deparatamental - Av. Tobalaba - Av. Quilín - Consistorial - Av. José Arrieta - Av. diag. Las Torres |  |
| PC03     | Talinay            | Ida: Talinay - Las Perdices - Av. José Arrieta - Consistorial - El Valle - Av. Tobalaba - A. Sepúlveda - Altiplano - Av. Grecia - Rot. Grecia                                                                                    |  |
| PC03     | Rotonda Grecia     | Regreso: Av. Grecia - Altiplano - A. Sepúlveda - Av. Tobalaba - El Valle - Consistorial - Av. José Arrieta - Av. Las Perdices - Talinay                                                                                          |  |
| PC04     | Diag. Las Torres   | Ida: Diag. Las Torres - Los Baquedanos - Río claro - Av. José Arrieta - Ictinos - Av. Grecia - Rotonda Grecia |  |
| PC04     | Rotonda Grecia     | Regreso: Av. Grecia - Ictinos - Av. José Arrieta - Río Claro - Los Baquedanos - Diag. Las Torres |  |
| PC05     | Departamental      | Ida: Av. Departamental - Consistorial - Los Presidentes - Av. Tobalaba - A. Sepúlveda - Altiplano - Ictinos - Av. José Arrieta - (Express)* A. Vespucio - Plaza Egaña                                                            |  |
| PC05     | Plaza Egaña        | Regreso: Plaza Egaña - (Express)* Av. Larraín - (Express)* Paula Jaraquemada - Av. José Arrieta - Ictinos - Altiplano - A. Sepúlveda - Av. Tobalaba - Los Presidentes - Consistorial - Av. Departamental                         |  |
| PC06     | Diag. Las Torres   | Ida: Diag. Las Torres - Av. Grecia - Consistorial - Av. Quilín - Rotonda Quilín |  |
| PC06     | Rotonda Quilín     | Regreso: Rotonda Quilín - Av. Quilín - Consistorial - Av. Grecia - Diag. Las Torres |  |
| PC07     | Talinay            | Ida: Talinay - Las Perdices - Av. José Arrieta - Av. Tobalaba - Laura Rodríguez - Ictinos - Altiplano - Caracas - Los Presidentes                                                                                                |  |
| PC07     | Los Presidentes    | Regreso: Los Presidentes - Caracas - Altiplano - Ictinos - Laura Rodríguez - Av. Tobalaba - Av. José Arrieta - Las Perdices - Talinay                                                                                            |  |
| PC08     | Departamental Alto | Ida: Av. Departamental - Consistorial - Av. Quilín - Av. Tobalaba - Los Presidentes - Caracas - Altiplano - Av. Grecia - Av. Tobalaba - Laura Rodríguez - Molineros - Av. Oriental - Av. Américo Vespucio - Rotonda Grecia       |  |
| PC08     | Rotonda Grecia     | Regreso: Rotonda Grecia - Av. Américo Vespucio - Alonso Berrios - Molineros - Laura Rodríguez - Av. Tobalaba - Av. Grecia - Altiplano - Caracas - Los Presidentes - Av. Tobalada - Av. Quilín - Consistorial - Av. Departamental |  |

* No para en esas calles.